# Saucisse de Montbéliard
La saucisse de Montbéliard est, dans la gastronomie française, une saucisse crue fumée. Son indication géographique protégée impose qu’elle soit produite en Franche-Comté selon un cahier des charges précis.

## Histoire

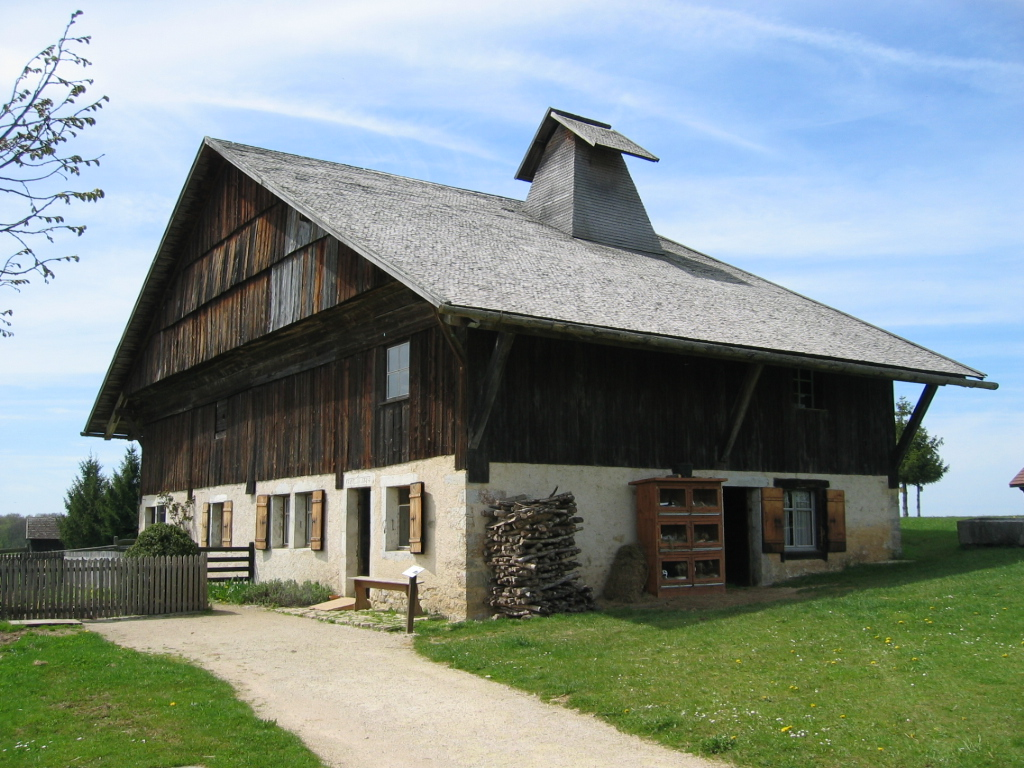
Ferme traditionnelle du Haut-Doubs en Franche-Comté du musée des Maisons comtoises de Nancray, avec sortie de tuyé sur le toit.

L’histoire de la saucisse de Montbéliard remonte au Ier siècle av. J.-C., lorsque la tribu gauloise des Mandubiens transmet son savoir-faire concernant la salaison aux Séquanes et aux Éduens. Des fumoirs gallo-romains découverts en 1949 et 1986 prouvent que les habitants de la région maîtrisaient dès l'Antiquité la technique du fumage, la fumaison favorisant la conservation et la manutention des aliments. Les Romains appréciaient particulièrement les saucisses de la région, qui comportaient des aspects caractéristiques de la saucisse de Montbéliard : viande de porc locale, cumin des prés (carvi), fumage aux résineux.
Au Moyen Âge, des foires à l’andouille, l’ancêtre des saucisses actuelles, sont organisées à Montbéliard. C’est à cette époque que la saucisse de Montbéliard se fait connaître en Franche-Comté. Au XVIe siècle, les Montagnons, des paysans des hauts plateaux, la fument dans les tuyés des fermes franc-comtoises. C’est à partir du XIXe siècle que les saucisses franc-comtoises s’exportent hors de la région.
En 1977, la confrérie des compagnons du Boitchu (le boitchu est un hachoir servant à la découpe de la viande) est créée pour défendre et faire connaître la saucisse de Montbéliard. En 1992, celle-ci obtient le label des produits régionaux de Franche-Comté et est baptisée « véritable saucisse de Montbéliard ».
En 2001, un dossier de demande d’indication géographique protégée est déposé par la filière porcine. L’association de défense et promotion des charcuteries et salaisons IGP de Franche-Comté est créée en 2004. En 2013, la saucisse de Montbéliard obtient l’IGP, qui certifie les qualités originelles[pas clair] du produit.

## Production

### Aire géographique
L’aire de production de la saucisse de Montbéliard IGP s’étend sur les quatre départements de la Franche-Comté : le Doubs, le Jura, la Haute-Saône et le Territoire de Belfort. Ce territoire correspond à l’implantation des tuyés et des fumoirs traditionnels présents depuis cinq cents ans en Franche-Comté.

### Une fabrication spécifique
L’IGP impose que la saucisse de Montbéliard ne contienne que de la viande de porcs.
La saucisse de Montbéliard IGP est fabriquée par les bouchers-charcutiers selon une recette ancestrale inchangée[Depuis quand ?] : du maigre et du gras de porc (haché autrefois au moyen du boitchu), du carvi, un boyau de porc naturel pour l’embossage, du sel, du poivre et des épices et aromates naturels qui varient selon le fabricant. Elle ne contient aucun arôme de synthèse, ni colorants. Fabriquée en chapelet, elle est ensuite lentement fumée à froid au bois de résineux (sapin et épicéa), pendant 6 heures à 5 jours.

### Aspect et qualités organoleptiques
La saucisse de Montbéliard IGP est reconnaissable à sa forme élancée et légèrement courbe. D’un diamètre minimum de 25 mm, elle est ferme au toucher, et de couleur ambrée. En transparence, elle laisse apparaître des taches plus ou moins foncées, correspondant aux grains de viande maigres ou gras. Cuite, elle présente un aspect lié. En bouche, elle est moelleuse et souple, dévoilant des arômes de fumée et d’épices.

### Cuisson
La saucisse de Montbéliard se cuit à la casserole, dans une eau initialement froide, chauffée jusqu’au frémissement, pendant 20 à 25 minutes. Elle se mange chaude ou froide.

### Qualités nutritionnelles
La saucisse de Montbéliard est riche en protéines et contient moins de 30 % de lipides.

## Promotion et commercialisation
L’Association de défense et promotion des charcuteries et salaisons IGP de Franche-Comté réunit et fédère tous les acteurs de la filière, de l’élevage à la transformation : fabricants d’aliments pour le bétail, éleveurs, abatteurs-découpeurs, fabricants industriels et artisanaux, organismes associés et partenaires[pas clair].
Son rôle est de veiller à la qualité des produits, de contribuer à leur visibilité et de défendre les intérêts des filières concernées. En 2015, il existe 26 fabricants artisanaux et industriels, qui produisent 4 645 tonnes de saucisse de Montbéliard par an.